# Ange Muracciole
Ange Muracciole est un homme politique français né le 12 mars 1835 à Muracciole (Corse) et mort le 2 juillet 1904 à Ajaccio (Corse).
Entrepreneur en travaux publics, il participe au creusement du canal de Panama. Maire de Belgodère, conseiller général du canton de Vico, il est sénateur de la Corse de 1892 à 1894 et de 1903 à 1904, inscrit au groupe de la Gauche républicaine.

## Source
- « Ange Muracciole », dans le Dictionnaire des parlementaires français (1889-1940), sous la direction de Jean Jolly, PUF, 1960 [détail de l’édition]